# Geelbruine veldmestkever
De geelbruine veldmestkever (Acrossus luridus) is een keversoort uit de familie bladsprietkevers (Scarabaeidae). De wetenschappelijke naam van de soort werd in 1775 gepubliceerd door Johann Christian Fabricius.